# 春日海山
春日海山（かすがかいざん）または春日場（かすがば）とは、マリアナ諸島の北方、北緯21度46分、東経143度43分にある海底火山である。

## 地理
円錐形をした火山で、山頂の水深は598メートル、周囲からの比高は2100メートルから2900メートル、周囲の長さは20キロメートルほどであり、規模としては福神海山より若干小型である。マリアナ海嶺上に位置しており、単極子型の磁気異常が確認されている。海図にはこの海山の1.5海里北に水深54メートルの海山が掲載されていたが、現在ではこれが存在する可能性は低い。

## 歴史
1935年、静岡県・御前崎港に船籍を置く漁船、第2春日丸（トン数126トン）が発見した。1959年夏に変色した水と群流している軽石が確認された。1977年に開催された第9回海洋地名打合せ会によって、第2春日丸にちなんだ春日海山という名称が承認された。その後、南日吉海山・日光海山・福神海山と一括した南硫黄島南東沖海底火山として気象庁による活火山の一覧に含まれていたが、日本とアメリカ合衆国の中間線が確定した際に春日海山はアメリカ合衆国側に含まれたことから、2003年に活火山の一覧から削除された。